# Isotria
Isotria je rod orhideja iz tribusa Pogonieae, dio potporodice Vanilloideae. Sastoji se od dvije vrste na istoku SAD-a i Kanade

## Vrste
1. Isotria medeoloides (Pursh) Raf.
2. Isotria verticillata (Muhl. ex Willd.) Raf.

## Sinonimi
- Odonectis Raf.